# Gostków (województwo dolnośląskie)
Gostków – niem. Giesmannsdorf, wieś w Polsce położona w województwie dolnośląskim, w powiecie wałbrzyskim, w gminie Stare Bogaczowice, w obniżeniu na terenie Masywu Trójgarbu i Krąglaka, nad rzeką Ciekliną.

## Podział administracyjny
1945-54 w gminie Wierzchosławice w powiecie jaworskim. 1954-1972 w gromadzie Sędzisław powiecie kamiennogórskim. 1 I – 8 XII 1973 w gminie Marciszów w powiecie kamiennogórskim.  9 grudnia 1973 włączony do gminy Stare Bogaczewice w powicie wałbrzyskim. W latach 1975–1998 miejscowość administracyjnie należała do województwa wałbrzyskiego.

## Zabytki
Do wojewódzkiego rejestru zabytków wpisane są:
- Kościół Świętej Rodziny w Gostkowie, dawniej pw. św. Barbary i Katarzyny, z XIV-XVIII wieku
- wiatrak holender, z połowy XVIII w.

inne zabytki:
- ruiny kościoła ewangelickiego z 1785 r. w północnej części wsi.